# Mally Antal
Mally Antal, Maly, Anton Malý, (Hird, 1890. szeptember 21. – Budapest, 1962. július 20.) labdarúgó, edző.

## Családja
Édesanyja Málly Julianna. Felesége Lukaviszki Mária volt, 1913-ban kötöttek házasságot Budapesten.

## Pályafutása

### Játékosként
1909 és 1913 között a TTC játékosa volt.

### Edzőként
Edzői pályafutását Magyarországon kezdte. 1927-ben és 1935-ben az észt labdarúgó-válogatott szövetségi kapitánya volt. Összesen 12 mérkőzésen irányította az észt csapatot. Mérlege: három győzelem, öt döntetlen és négy vereség. 1927 és 1935 között Olaszországban dolgozott az US Triestina, az AC Venezia, az AS Siracuse és az SS Catania csapatainál. 1935 után a belga Lierse SK, majd a csehszlovák Považská Bystrica, AC Sparta, ŠK Žilina és FC Rimavska Sobota edzője volt.